# Henschel Hs 297
Il Henschel Hs 297 Föhn o 7.3 cm Raketen Sprenggranate (in tedesco "Granata-razzo ad alto esplosivo calibro 7,3 cm") era un razzo antiaereo tedesco impiegato durante la seconda guerra mondiale. Il lanciarazzi multiplo associato era il 7.3 cm Föhn-Gerät.

## Storia
Il missile Hs 297 era pensato per realizzare grandi sbarramenti a difesa di obiettivi sensibili contro aerei da attacco al suolo operanti a bassa quota. Diversi lanciatori vennero schierati anche nei pressi di attraversamenti su fiumi a Satzvoy, Unkel e Hahn per fornire supporto di fuoco terra-terra, ruolo confermato dalla presenza di mire a doppio uso.
Destinato all'impiego in massa da parte del Volkssturm, il lanciatore era ufficialmente designato Volk-Fla-R-Werfer, abbreviazione di Volkssturm-Flugabwehr-Raketenwerfer ("lanciarazzi antiaereo per Volkssturm"). Dal febbraio 1945 vennero consegnate 50 unità, assegnate alle truppe per le prove sul campo. Ventiquattro lanciatori vennero assegnati alla 3./FlakLehruVersAbt 900 (o) ("3ª batteria/900º Battaglione antiaereo di addestramento e prova") nell'area di Remagen e utilizzati per la prima volta il 2 marzo 1945 contro cacciabombardieri alleati. Pochi giorni dopo, con la cattura del ponte Ludendorff da parte delle forze americane, alcuni lanciatori, fino ad allora classificati come segreti, caddero intatti nelle mani degli americani.

## Tecnica
Gli esemplari vennero trovati posizionati staticamente, con il piedistallo imbullonato a una piazzola oppure montato su una piattaforma circolare pieghevole trasportata su un rimorchio a due ruote. Il lanciatore poteva sparare dal rimorchio, ma con brandeggio limitato. Per poter brandeggiare su 360° era necessario rimuovere il lanciatore dal rimorchio, sollevandolo sui martinetti, aprire la piattaforma e fissarlo su questa o sulla piazzola.
La scala graduata in elevazione era marcata da -10° a +90° ma i lanciatori valutati nel dopoguerra non potevano essere depressi a meno di 0° né elevati oltre i +30°. Un volantino controllava l'elevazione sia delle mire che del lanciatore in solido. Il lanciatore poteva essere bloccato sia in elevazione che in brandeggio. Il lanciatore era dotato di due sistemi di mira: un sistema principale ad anello rotante, graduato sia per i tiro antiaereo che superficie-superficie, e uno secondario con tacca a V posteriore e mirino triangolare anteriore. La gittata era di 500-1.200 m per il tiro antiaereo e 500-751 m per il tiro terra-terra.
Il lanciatore era costituito da una rastrelliera quadrata con 35 rampe, un affusto a piedistallo con postazione scudata per gli artiglieri e meccanismi di elevazione e brandeggio. Le rampe di lancio erano supportate su una rastrelliera in sei file da cinque (da cui il soprannome "Beercrate", cassa di birra) montata sulle due braccia di un telaio a U, brandeggiante sull'affusto a piedistallo. Ogni singolare rampa era dotata di un percussore per una capsula che innescava il proprio razzo. Una singola maniglia sul lato posteriore sinistro armava tutti e 35 i percussori. I 35 razzi potevano essere lanciati in una singola salva, non essendo possibile il tiro singolo. Il sistema era dotato di due sicure: la prima era un pulsante sulla leva di fuoco che doveva essere rilasciato prima del fuoco; la seconda era una leva di sicurezza sul retro del lanciatore che, quando attivata, inseriva una superficie di metallo a bloccare il leveraggio del grilletto.

## 7.3 cm Raketen Sprenggranate
Il Raketen Sprenggranate era un razzo calibro 72,9 mm, lungo 28 cm e pesante 2,74 kg, stabilizzato con alette. L'arma era simile al 7.3 cm Propagandawerfer 41, ma il carico utile era costituito, invece che da volantini di propaganda, da una testa di guerra con doppia spoletta. La prima era in testa a percussione ed esplodeva al contatto con l'obiettivo; la spoletta secondaria era a tempo sulla base della granata, che si attivava all'accensione del motore del razzo. Il corpo bomba era di forma ogivale, filettato internamente per accogliere il motore a razzo. La testa di guerra era costituita da una carica preformata di 280 g di RDX/TNT/cera pressati in blocco e avvolti in carta cerata.
Il motore razzo consisteva di un corpo cilindrico e una piastra di base a forma di coppa. Il corpo era avvitato alla testa di guerra anteriormente e al fondello posteriormente. Il corpo conteneva una singola barretta di propellente solido, innescato da una capsula a percussione al centro del fondello. I gas esausti venivano forzati attraverso sette ugelli ad effetto Venturi dritti interni e sette ugelli angolati esterni, che impartivano la rotazione al razzo.
Oltre ai ruoli antiaerei e terra-terra, la Raketen Sprenggranate equipaggiava il caccia intercettore a razzo a decollo verticale Bachem Ba 349. Ventiquattro razzi erano ospitati nel muso conico dell'aereo. Si pensa che l'aereo non sia masi stato utilizzato, mentre il razzo venne estensivamente provato a terra.